# The Best Man (film 1914 Hotaling)
The Best Man è un cortometraggio muto del 1914 diretto da Arthur Hotaling.

## Produzione
Il film fu prodotto dalla Lubin Manufacturing Company.

## Distribuzione
Distribuito dalla General Film Company, il film - un cortometraggio della lunghezza di 120 metri - uscì nelle sale cinematografiche USA il 3 marzo 1914. Nelle proiezioni, veniva programmato con il sistema dello split reel, accorpato in un'unica bobina con un altro cortometraggio prodotto dalla Lubin, la comica 
That Terrible Kid.